# The Punisher: Dirty Laundry
 (décembre 2021).
Si vous disposez d'ouvrages ou d'articles de référence ou si vous connaissez des sites web de qualité traitant du thème abordé ici, merci de compléter l'article en donnant les références utiles à sa vérifiabilité et en les liant à la section « Notes et références ».
Pour plus de détails, voir Fiche technique et Distribution.
The Punisher: Dirty Laundry est un fanfilm américain réalisé par Phil Joanou et sorti en 2012, adapté du personnage de comics Le Punisher,. 

## Fiche technique
- Titre original et français : The Punisher: Dirty Laundry
- Titre québécois : Le Punisher: Linge Sale
- Réalisateur : Phil Joanou
- Scénario : Chad St. John
- Musique : Hans Zimmer et James Newton Howard
- Production : Adi Shankar
- Sociétés de production : 1984 Private Defense, Contractors et RAW Studios
- Pays de production : États-Unis
- Langue : anglais
- Format : couleurs – 2,35:1 – 35 mm, cinéma numérique — son Dolby Digital
- Genre : action
- Durée : 10 minutes
- Date de sortie :
  - États-Unis : 15 juillet 2012

## Distribution
- Thomas Jane : Frank Castle / Le Punisher
- Ron Perlman : Big Mike, l'épicier
- Sammi Rotibi : Goldtooth, le chef du gang
- Karlin Walker : DeShawn, un enfant rentrant de l'école
- Jack Golderberg : Un portier, membre du gang
- Shannon Collis : une prostituée dans la rue
- Brandee Steger : Brandee Tucker, une prostituée dans la rue

## Autour du film
Thomas Jane, l'acteur qui avait déjà interprété le Punisher en 2004 dans le film homonyme The Punisher, reprend le rôle pour la deuxième fois de sa carrière. Le film a été diffusé pour la première fois au San Diego Comic-Con International. Réalisé et diffusé durant la période où Marvel récupère les droits cinématographiques du personnage, ce court-métrage peut être considéré comme une lettre ouverte de Thomas Jane (producteur du fanfilm) à Marvel afin de reprendre le rôle du Punisher pour une future adaptation. En 2013, des easter eggs sur le personnage du Punisher font leur apparition à deux reprises dans le film Iron Man 3. On peut y voir un tableau avec le crâne du Punisher derrière le faux Mandarin et dans le court-métrage All Hail the King, un des tueurs présumés de la famille de Frank Castle est derrière les barreaux.